# Кичкири
Кичкири́ (укр. Кичкирі) — село на Украине, находится в Радомышльском районе Житомирской области.

## География
Село расположено на берегу реки Мыки, притоке Тетерева. Занимает площадь 1,662 км².

## История
Первое упоминание о деревне датируется 1684 годом. В 1870 году произошло выступление против помещика.
В январе 1918 года установлена советская власть. В 1922 году основана сельхозартель «Прогресс».
Во время Великой Отечественной войны на фронтах против фашистов сражались 450 жителей села, из них 212 награждены орденами и медалями, 153 погибли. В селе действовала подпольная организация в составе 44 человек.
Поблизости от села на могильнике медного века найдены несколько захоронений в каменных ящиках.

## Население
Население по переписи 2001 года составляло 552 человека.

## Местный совет
Село — административный центр Кичкиревского сельского совета.
Адрес местного совета: 12254, Житомирская область, Радомышльский р-н, с. Кичкири, ул. Центральная, 165.